# Vävare
Vävare (Ploceidae)  är en familj med små fåglar som tillhör ordningen tättingar och som är nära besläktade med finkar.
Vävarna är fröätare med koniskt formade näbbar och merparten häckar söder om Sahara i Afrika, något färre arter i tropiska Asien men även i Australien. Hanarna har ofta praktfulla fjäderdräkter i starka röd och gula färger i kontrast till svart. Bland vissa arter har könen bara olika fjäderdäkt under häckningstid. 
De är sällskapliga och många arter lever i mycket talrika flockar. En av familjens arter, blodnäbbsvävaren, är världens mest talrika fågel i vilt tillstånd. Vävarna bygger intrikata bon som vävs av grässtrån, kvistar och liknande. Dessa bon har ofta formen av en pung och finns ofta i tjogtals på ett träd. 

## Taxonomi
Familjen omfattar ungefär 16 släkten varav det största omfattar över 60 arter. Tidigare placerades änkorna i släktet Vidua i denna familj men de placeras numera oftast i den egna familjen Viduidae, och då ofta tillsammans med släktet Anomalospiza. Även sparvfinkarna i familjen Passeridae har ibland placerats i denna familj.

### Släkten i taxonomisk ordning
Efter Clements et al 2018:
- Släkte Bubalornis – 2 arter buffelvävare
- Släkte Dinemellia – 1 art, vithuvad buffelvävare
- Släkte Sporopipes – 2 arter
- Släkte Plocepasser – 4 arter sparvvävare
- Släkte Histurgops – 1 art, serengetivävare
- Släkte Pseudonigrita – 2 arter
- Släkte Philetairus – 1 art, kolonivävare
- Släkte Malimbus – 10 arter malimber
- Släkte Anaplectes – 1–3 arter

- Släkte Ploceus – ca 60 arter

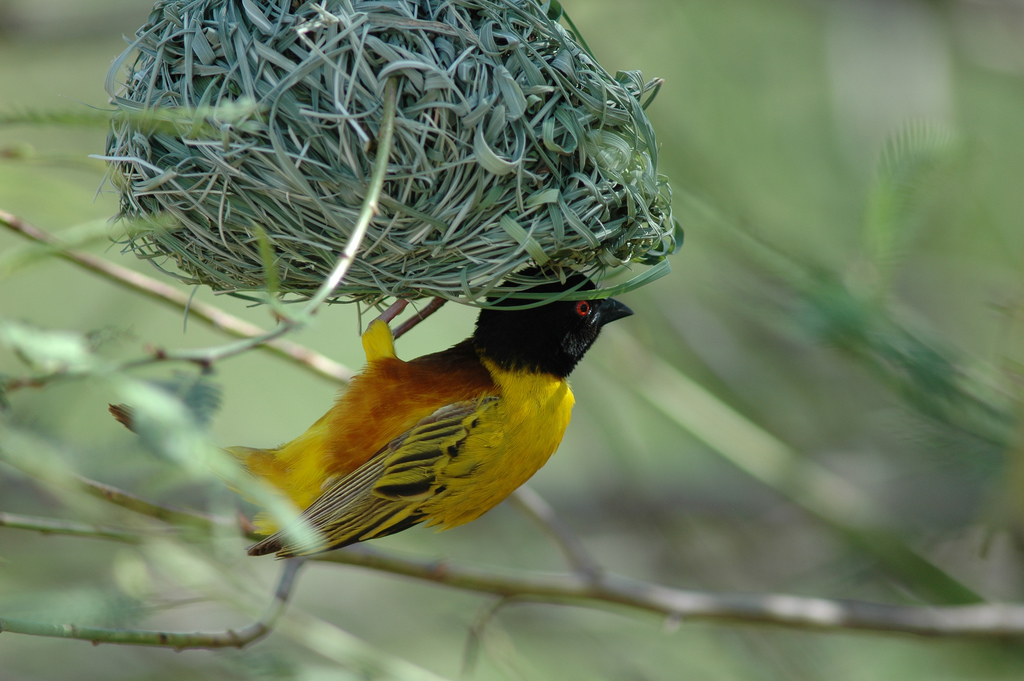
Gulryggig vävare (Ploceus jacksoni)

- Släkte Pachyphantes – 1 art, kompakt vävare, inkluderas ofta i Ploceus
- Släkte Quelea – 3 arter
- Släkte Brachycope – 1 art, kortstjärtad vävare
- Släkte Foudia – 7–9 arter fodyer, varav en utdöd

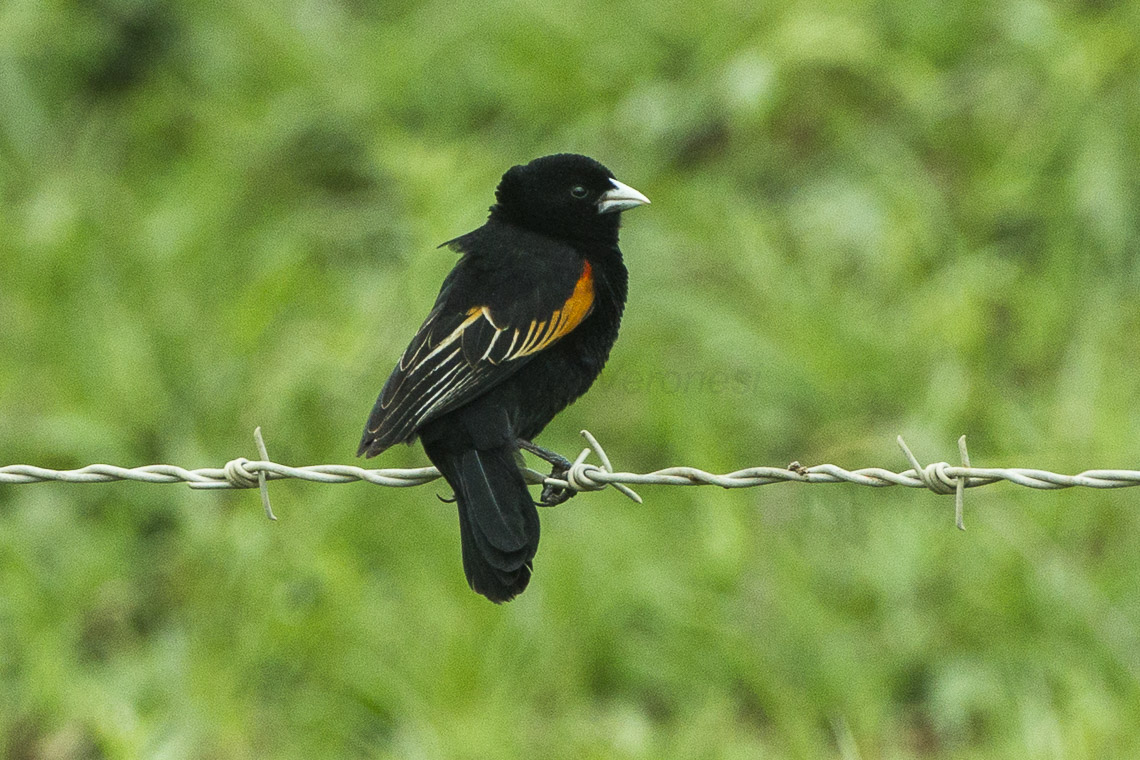
Kortstjärtad vidafink (Euplectes axillaris)

- Släkte Euplectes – 18–19 arter vidafinkar och eldvävare
- Släkte Amblyospiza – 1 art, tjocknäbbad vävare (Amblyospiza albifrons)

DNA-studier visar att arterna i det stora släktet Ploceus inte är varandras närmaste släktingar, där de asiatiska arterna är avlägset släkt med de afrikanska och den senare gruppen parafyletiskt med Malimbe. Vidare verkar kortstjärtad vävare vara är en del av Euplectes och scharlakansvävaren (Anaplectes) en del av Malimbe. Resultaten har dock ännu inte lett till några taxonomiska förändringar.